# Jeden svět
Jeden svět (anglicky One World) je mezinárodní festival filmů o lidských právech. Festival je od svého vzniku v roce 1999 jednou z aktivit obecně prospěšné společnosti Člověk v tísni. V současnosti je největším filmovým festivalem svého druhu na světě. Zatím poslední, 27. ročník proběhl v roce 2025 od 12. března do 27. dubna.
Zakladatel festivalu je novinář a lidskoprávní aktivista Igor Blaževič. Současným ředitelem Jednoho světa je od roku 2017 Ondřej Kamenický.
Jedním z pilířů festivalu je přístupnost pro co nejširší publikum divaček a diváků, včetně těch s fyzickým, smyslovým či mentálním postižením. V roce 2007 získal Jeden svět čestné uznání (Honourable Mention for Peace Education) organizace UNESCO za výchovu k lidským právům.
Jeden svět každoročně uvede desítky dokumentárních filmů, mezi nimiž jsou i filmy ve virtuální realitě. Každoročně na festival přijíždějí desítky hostů a hostek z různých zemí světa. Jsou mezi nimi nejen filmové delegace včetně protagonistů a protagonistek, ale i obhájkyně a obhájci lidských práv. V roce 2024 zařadil festival do programu vedle dokumentů i fikční filmy.
Během festivalu je také udělována mezinárodní lidskoprávní cena Homo Homini určená osobnostem, které se významně zasloužily o prosazování lidských práv, demokracie a nenásilného řešení politických konfliktů.
Jeden svět není centralizovanou událostí, a kromě Prahy se koná i v regionech po celé České republice. V roce 2024 festival proběhl paralelně v kinech ve 48 českých městech. V menším rozsahu festival probíhá i v zahraničí.
Vybrané snímky Jednoho světa je možné během celého roku zhlédnout na platformě Jeden svět online. Některé z filmů jsou zdarma dostupné k nekomerčnímu promítaní v rámci projektu Promítej i ty!.
Festival Jeden svět je zakládajícím členem Human Rights Film Network (Asociace lidskoprávních festivalů) pomáhající vznikajícím lidskoprávním filmovým festivalům po celém světě.

## Filmový program
Filmový program Jednoho světa tradičně uvádí snímky v soutěžních i nesoutěžních tematických kategoriích.  

### Soutěžní kategorie

#### Mezinárodní soutěž
V Mezinárodní soutěži se každoročně objevují filmy, které vynikají jedinečným autorským rukopisem i tématem a přinášejí svědectví o stavu lidských práv v různých koutech světa. Soutěží o Cenu poroty za nejlepší film festivalu a o Cenu za nejlepší režii.

#### Máte právo vědět
V této kategorii se o Cenu poroty Václava Havla ucházejí filmy, které odkrývají závažná porušování lidských práv nebo představují silné příběhy lidí, kteří za lidská práva aktivně bojují.

#### Česká soutěž
Od roku 2017 na Jednom světě mohou české snímky soutěžit ve speciální kategorii. Výběr současné české dokumentární tvorby posuzuje porota složená ze zástupců a zástupkyň zahraničních festivalů.

#### Regionální soutěž
V této kategorii rozhodují zástupci a zástupkyně regionálních festivalů. Vítězný snímek je následně zařazen do výběru filmů projektu Promítej i ty!.

#### Studentská soutěž
O ocenění v této kategorii rozhodují aktivní studenti a studentky středních škol.

### Tematické kategorie
Kromě členění do soutěžních kategorií bývají filmy v programu Jednoho světa rozděleny i do několika tematických kategorií, které se každý rok obměňují podle aktuálního tématu festivalového ročníku. V minulosti se mezi nimi objevily například kategorie Cesty svobody, Budoucnost volá nebo Stáří vpřed.

## Přístupnost
Jeden svět usiluje o přístupnost pro co nejširší publikum a klade si za cíl přizpůsobit festivalový program pro všechny divačky a diváky, včetně těch nevidomých a slabozrakých, neslyšících a nedoslýchavých nebo lidí se sníženou pohyblivostí. Právo na přístup ke kultuře považuje Jeden svět za základní lidské právo a snaží se otevřít festival i těm, pro něž může být návštěva kina ztížená, či dokonce nemožná.
Snaha o přístupnost se promítá do všech částí festivalu a jeho organizace, od fyzické přístupnosti kin přes opatření filmů SDH titulky pro neslyšící nebo audiopopisem až po začlenění lidí s postižením do festivalového týmu a mezi dobrovolníky.
Všechny promítané filmy mají české titulky, některé snímky i popisné titulky pro neslyšící a nedoslýchavé. Vybraný filmový i doprovodný program je tlumočen do českého znakového jazyka a simultánně přepisován do českého jazyka. Pro nevidomé a slabozraké osoby nabízí filmy s audiopopisem.
Součástí festivalu jsou i relaxované projekce s tlumeným osvětlením sálu a tišším zvukem filmu, během kterých je možné volně se pohybovat po sále a konzumovat vlastní občerstvení. Festival se tak snaží o dostupnost i pro divačky a diváky s mentálním postižením, obtížemi v soustředění nebo lidi s epilepsií.
Ve vybraných festivalových kinech je také dostupná indukční smyčka umožňující lepší poslech zvuku filmu pro diváky a divačky se sluchadly.
V oblasti přístupnosti kromě toho Jeden svět nabízí i možnost konzultačních služeb pro kulturní organizace, které mají zájem svůj program více zpřístupnit pro část společnosti, pro niž mohou být jinak mnohé kulturní akce hůře přístupné či zcela nepřístupné. Základní informace o metodice a konkrétní tipy jsou popsány na webu festivalu.

## Homo Homini
Během festivalu je udělována mezinárodní lidskoprávní cena Homo Homini určená osobnostem, které se významně zasloužily o prosazování lidských práv, demokracie a nenásilného řešení politických konfliktů. První ocenění Homo Homini udělil Člověk v tísni v roce 1994. Cenu v minulosti předával bývalý prezident České republiky Václav Havel.
Název Homo Homini pochází z latiny, do češtiny by se dal přeložit jako člověk člověku.
Mezi laureáty z předchozích let patří například čínský literární kritik a disident Liu Siao‑po, ázerbájdžánský právník Intigam Alijev, představitel demokratické běloruské opozice Ales Bjaljacký, ruská organizace Výbor na obranu proti mučení či egyptská právnička a aktivistka Mahienour El-Massry.
Předávání ocenění tradičně probíhá během slavnostního zahájení Jednoho světa v Pražské křižovatce.

## Jeden svět na školách (JSNS)
Jeden svět na školách (JSNS) je program pro žáky a žačky základních a středních škol představující dětem krátké, dabované snímky, díky kterým se seznámí s příběhy svých vrstevníků a vrstevnic z celého světa. Projekt probíhá pod záštitou Člověka v tísni. V minulosti mohli divačky a diváci v rámci JSNS nahlédnout například do života dětí v Nigérii, Indii, Ázerbájdžánu nebo v evropských severských zemích a poté o tématech diskutovat v kině.
Součástí festivalu Jeden svět jsou speciální dopolední projekce vybraných filmů pro základní a střední školy, a to ve všech festivalových městech po celé České republice. Po projekcích filmů následují debaty, kde se mladé diváctvo dozví více o tématu a má možnost vyjádřit svůj názor. Díky spolupráci festivalu a JSNS tak Jeden svět neprobíhá jen pro veřejnost, ale i má i část věnovanou školám.
JSNS kromě toho na svém webu poskytuje vyučujícím legálně dokumentární filmy a metodické materiály, které reagují na situaci ve společnosti a aktuální výzvy v Česku i ve světě. Využívají je pedagogové a žáci na více než 3 600 základních a středních školách.

## Jeden svět online
Poté, co se kvůli pandemii koronaviru festival nemohl v roce 2020 konat fyzicky, spustil Jeden svět celoročně fungující online platformu Jeden svět online. Jde o distribuční kanál s desítkami festivalových dokumentárních filmů, které si lze za poplatek přehrát kdykoliv a odkudkoliv na území České republiky. Každý film je k zakoupení zvlášť a k nákupu je potřeba si na webu Jednoho světa online vytvořit uživatelský profil. Po zakoupení filmu má uživatel 48 hodin na jeho přehrání.
Jeden světě online zahrnuje i doprovodné materiály k vybraným filmům nebo rozhovory s filmaři a filmařkami. Každou projekci je možné po zhlédnutí ohodnotit od jedné do pěti hvězdiček.
Všechny filmy na Jednom světě online jsou opatřeny českými titulky, některé mají navíc i anglické. Vybrané dokumenty jsou také opatřeny popisnými nebo barevnými titulky a audiopopisem. Pro větší přístupnost lze také na platformě Jeden svět online ovládat přehrávač i pomocí klávesnice.

## Jeden svět v regionech
Festival Jeden svět se koná v desítkách měst po celé České republice. Dokumentární snímky o lidských právech vybírají pro svá publika organizační a dobrovolnické týmy ze všech regionů. I díky zapojení regionů navštíví Jeden svět každoročně téměř padesát tisíc diváků a divaček.
V roce 2023 se festival konal v 27 městech napříč Českou republikou. Kromě Prahy se Jeden svět v minulosti již konal například v Brně, Olomouci, Ostravě, Táboře, Uherském Hradišti, Znojmě či Českém Krumlově.
V roce 2024 se Jeden svět konal v Praze a dalších 47 městech. V roce 2025 již v celkem 57 městech po celém Česku.

## Jeden svět v Bruselu
Jeden svět v Bruselu pořádá Člověk v tísni ve spolupráci s Českým centrem v Bruselu, Evropským parlamentem a Stálým zastoupením České republiky při EU.
Diváci a divačky mají možnost vidět vybrané dokumenty o lidských právech promítaných na festivalu Jeden svět v České republice. Po projekcích následují diskuse s obránci lidských práv, filmaři, politiky a zástupci mezinárodních neziskových organizací. Tímto způsobem se Jeden svět v Bruselu snaží upozornit na závažné případy porušování lidských práv v centru hlavních evropských institucí.
Promítání v rámci Jednoho světa v Bruselu se odehrává například v kině Galeries, v Evropském parlamentu, Cinema Palace či v centru BOZAR.
V roce 2022 se festival konal pod záštitou stálé zástupkyně ČR při EU Edity Hrdé a místopředsedkyně Evropské komise pro hodnoty a transparentnost Věry Jourové.
Podrobnosti o Jednom světě v Bruselu uvádí festival na svém webu v samostatné sekci Brusel. 

## Promítej Jeden svět (Dříve Promítej i ty!)
Promítej Jeden svět (do roku 2025 Promítej i ty!) je celoroční program festivalu Jeden svět zaměřený na komunitní projekce, který nabízí komukoli možnost představit festivalové dokumenty z posledních ročníků festivalu vlastnímu publiku kdekoliv v rámci České republiky. Promítat film z nabídky je možné zdarma, za licence majitelům filmových práv zaplatí festival.
Za dosavadní existenci se projekt proměnil v největší alternativní systém distribuce dokumentárních filmů o lidských právech v České republice.

## Témata a termíny konání jednotlivých ročníků
| ročník | téma                                                | datum konání                                            |
| ------ | --------------------------------------------------- | ------------------------------------------------------- |
| 1.     | ---                                                 | 26. května – 11. června 1999                            |
| 2.     | ---                                                 | 2. – 16. dubna 2000                                     |
| 3.     | ---                                                 | 22. března – 19. dubna 2001                             |
| 4.     | ---                                                 | 10. – 17. dubna 2002                                    |
| 5.     | ---                                                 | 8. – 16. dubna 2003                                     |
| 6.     | ---                                                 | 14. – 22. dubna 2004                                    |
| 7.     | Když si hrdinové vezmou dovolenou…                  | 28. dubna – 8. května 2005                              |
| 8.     | Global local                                        | 1. – 9. března 2006                                     |
| 9.     | Hledáme pro vás skutečné hvězdy                     | 28. února – 8. března 2007                              |
| 10.    | Umlčme tu písničku                                  | 5. – 13. března 2008                                    |
| 11.    | Festival pro první dospělou polistopadovou generaci | 11. – 19. března 2009                                   |
| 12.    | Jak si získáš své diváky?                           | 10. – 18. března 2010                                   |
| 13.    | Vaše energie je potřeba jinde                       | 8. – 17. března 2011                                    |
| 14.    | Protesty Nepokoje Revolta                           | 6. – 15. března 2012                                    |
| 15.    | Bojíte se snášet?                                   | 4. – 13. března 2013                                    |
| 16.    | Práce.                                              | 3. – 12. března 2014                                    |
| 17.    | Praskněte své bubliny!                              | 2. – 11. března 2015                                    |
| 18.    | Hledání domova                                      | 7. – 16. března 2016                                    |
| 19.    | Umění spolupráce                                    | 6. – 15. března 2017                                    |
| 20.    | Aktualizace systému                                 | 5. – 14. března 2018                                    |
| 21.    | Bezpečná blízkost                                   | 6. – 17. března 2019                                    |
| 22.    | Až naprší a uschne                                  | 11. – 22. září 2020, 17. září – 24. října 2020 [rozpor] |
| 23.    | Vypadáváš                                           | 10. května – 6. června 2021                             |
| 24.    | Cesty svobody                                       | 21. března – 3. dubna 2022                              |
| 25.    | Cena bezpečí                                        | 22. března – 2. dubna 2023                              |
| 26.    | ---                                                 | 20. března – 21. dubna 2024                             |
| 27.    | ---                                                 | 12. března – 27. dubna 2025                             |
| 28.    | ---                                                 | 11. března – 24. dubna 2026                             |

Počínaje 26. ročníkem festival v roce 2024 opustil koncept ročníkových témat. Aktuální společenská témata má nadále reflektovat v proměňujících se programových kategoriích.